# Phaneroptera guineana
Phaneroptera guineana är en insektsart som beskrevs av Steinmann 1966. Phaneroptera guineana ingår i släktet Phaneroptera och familjen vårtbitare. Inga underarter finns listade i Catalogue of Life.